# Turn- und Sportverein Bayer 04 Leverkusen 1984-1985
Questa voce raccoglie le informazioni riguardanti il Turn- und Sportverein Bayer 04 Leverkusen nelle competizioni ufficiali della stagione 1984-1985.

## Stagione
Nella stagione 1984-1985 il Bayer Leverkusen, allenato da Dettmar Cramer, concluse il campionato di Bundesliga al 13º posto. In Coppa di Germania il Bayer Leverkusen fu eliminato ai quarti di finale dal Bayern Monaco.

## Maglie e sponsor
Lo sponsor che compare sulle maglie della società è il simpbolo della società farmaceutica tedesca Bayer proprietaria del team. Lo sponsor tecnico è il marchio tedesco Adidas.
| Manica sinistra · Manica sinistra · Maglietta · Maglietta · Manica destra · Manica destra · Pantaloncini · Pantaloncini · Calzettoni · Calzettoni | Manica sinistra · Manica sinistra · Maglietta · Maglietta · Manica destra · Manica destra · Pantaloncini · Pantaloncini · Calzettoni · Calzettoni |

## Rosa
| N. |                     | Ruolo | Calciatore        |
| -- | ------------------- | ----- | ----------------- |
| 1  | Germania (bandiera) | P     | Rüdiger Vollborn  |
|    | Germania (bandiera) | P     | Andreas Nagel     |
|    | Germania (bandiera) | D     | Dieter Bast       |
|    | Germania (bandiera) | D     | Jürgen Gelsdorf   |
|    | Germania (bandiera) | D     | Roman Geszlecht   |
|    | Norvegia (bandiera) | D     | Anders Giske      |
|    | Germania (bandiera) | D     | Thomas Hörster    |
|    | Germania (bandiera) | D     | Alois Reinhardt   |
|    | Germania (bandiera) | D     | Helmut Winklhofer |
|    | Polonia (bandiera)  | D     | Rudolf Wójtowicz  |
|    | Germania (bandiera) | C     | Günter Drews      |
|    | Germania (bandiera) | C     | Falko Götz        |

| N. |                          | Ruolo | Calciatore           |
| -- | ------------------------ | ----- | -------------------- |
|    | Germania (bandiera)      | C     | Florian Hinterberger |
|    | Germania (bandiera)      | C     | Wolfgang Patzke      |
|    | Germania (bandiera)      | C     | Manfred Pomp         |
|    | Germania (bandiera)      | C     | Jürgen Röber         |
|    | Germania (bandiera)      | C     | Dirk Schlegel        |
|    | Corea del Sud (bandiera) | A     | Cha Bum-kun          |
|    | Germania (bandiera)      | A     | Frank Glaß           |
|    | Germania (bandiera)      | A     | Stefan Kohn          |
|    | Germania (bandiera)      | A     | Christian Schreier   |
|    | Germania (bandiera)      | A     | Herbert Waas         |
|    | Germania (bandiera)      | A     | Thomas Zechel        |

## Organigramma societario
Area tecnica
- Allenatore: Dettmar Cramer
- Allenatore in seconda:
- Preparatore dei portieri:
- Preparatori atletici:

## Calciomercato

### Sessione estiva
| Acquisti | Acquisti             | Acquisti                    | Acquisti |
| R.       | Nome                 | da                          | Modalità |
| -------- | -------------------- | --------------------------- | -------- |
| D        | Anders Giske         | Norimberga                  |          |
| C        | Florian Hinterberger | Fortuna Colonia             |          |
| A        | Stefan Kohn          | Bayer Leverkusen (juniores) |          |
| D        | Alois Reinhardt      | Norimberga                  |          |
| A        | Christian Schreier   | Bochum                      |          |

| Cessioni | Cessioni         | Cessioni         | Cessioni |
| R.       | Nome             | a                | Modalità |
| -------- | ---------------- | ---------------- | -------- |
| C        | Ulrich Bittorf   | Norimberga       |          |
| C        | Peter Hermann    | VfL Hamm/Sieg    |          |
| C        | Willi Hölzgen    | Viktoria Colonia |          |
| D        | Frank Saborowski | Bochum           |          |
| A        | Wolfgang Vöge    | Lugano           |          |

### Sessione invernale
| Acquisti | Acquisti | Acquisti | Acquisti |
| R.       | Nome     | da       | Modalità |
| -------- | -------- | -------- | -------- |

| Cessioni | Cessioni | Cessioni | Cessioni |
| R.       | Nome     | a        | Modalità |
| -------- | -------- | -------- | -------- |

## Risultati

### Bundesliga

#### Girone di andata
| Arbitro: | Umbach |

|                                                      |           |                                           |
| Röber 16’ Winklhofer 24’ (rig.) Schreier 56’ Cha 85’ | Marcatori | 2’ Holmqvist 42’ Bockenfeld 54’ Kuczinski |

| Arbitro: | Zimmermann |

|                          |           |  |
| Tobollik 27’ Sievers 34’ | Marcatori |  |

| Arbitro: | Jupe |

|                      |           |                        |
| Schreier 72’ Cha 74’ | Marcatori | 17’ (rig.), 42’ Täuber |

| Arbitro: | Ermer |

|            |           |          |
| Wuttke 90’ | Marcatori | 2’ Röber |

| Arbitro: | Risse |

|                           |           |                            |
| Röber 3’ Waas 63’ Cha 70’ | Marcatori | 11’ Hochstätter 83’ Criens |

| Bochum 29 settembre 1984, ore 15:30 CEST 6ª giornata | Bochum  | 0 – 0 referto | Bayer Leverkusen | Ruhrstadion (18 000 spett.)\| Arbitro: \| Correll \| |
| Arbitro:                                             | Correll |               |                  |                                                      |

| Arbitro: | Walz |

|                      |           |             |
| Simmes 63’ Klotz 69’ | Marcatori | 64’ Hörster |

| Arbitro: | Horeis |

|                                                   |           |            |
| Röber 16’, 67’ Winklhofer 64’ Schreier 84’ (rig.) | Marcatori | 28’ Becker |

| Arbitro: | Peduzzi |

|                            |           |                         |
| Bold 3’ Geye 63’ Dusek 73’ | Marcatori | 18’, 62’ Röber 22’ Waas |

| Arbitro: | Neuner |

|  |           |                                    |
|  | Marcatori | 53’ Tripbacher 84’ Pahl 88’ Plagge |

| Arbitro: | Tritschler |

|                  |           |           |
| Westerwinter 39’ | Marcatori | 54’ Röber |

| Leverkusen 10 novembre 1984, ore 15:30 CET 12ª giornata | Bayer Leverkusen | 0 – 0 referto | Werder Brema | Ulrich-Haberland-Stadion (10 000 spett.)\| Arbitro: \| Ermer \| |
| Arbitro:                                                | Ermer            |               |              |                                                                 |

| Arbitro: | Schütte |

|                  |           |          |
| Feilzer 28’, 30’ | Marcatori | 52’ Waas |

| Arbitro: | Föckler |

|                             |           |  |
| Giske 8’ Röber 64’ Waas 76’ | Marcatori |  |

| Arbitro: | Wahmann |

|                                          |           |                 |
| Engels 12’ Hartwig 50’ Allofs 80’ (rig.) | Marcatori | 75’ (rig.) Waas |

| Arbitro: | Hontheim |

|  |           |                                     |
|  | Marcatori | 9’ Allgöwer 51’ (rig.) Sigurvinsson |

| Arbitro: | Wiesel |

|                 |           |          |
| Walter 25’, 63’ | Marcatori | 50’ Götz |

#### Girone di ritorno
| Arbitro: | Heitmann |

|                                |           |                   |
| Thiele 70’, 75’ Eðvaldsson 83’ | Marcatori | 63’ Waas 85’ Götz |

| Arbitro: | Matheis |

|                                     |           |              |
| Winklhofer 39’ Cha 49’ Schreier 68’ | Marcatori | 76’ Svensson |

| Arbitro: | Neuner |

|                                          |           |                   |
| Täuber 40’, 85’ Schatzschneider 43’, 60’ | Marcatori | 86’ Waas 90’ Götz |

| Arbitro: | Walz |

|              |           |  |
| Cha 33’, 50’ | Marcatori |  |

| Arbitro: | Brückner |

|               |           |          |
| Herlovsen 83’ | Marcatori | 88’ Götz |

| Arbitro: | Pauly |

|         |           |            |
| Cha 32’ | Marcatori | 4’ Fischer |

| Arbitro: | Theobald |

|  |           |              |
|  | Marcatori | 82’ Rüssmann |

| Karlsruhe 30 marzo 1985, ore 15:30 CET 25ª giornata | Karlsruhe | 0 – 0 referto | Bayer Leverkusen | Wildparkstadion (12 000 spett.)\| Arbitro: \| Osmers \| |
| Arbitro:                                            | Osmers    |               |                  |                                                         |

| Arbitro: | Scheuerer |

|                       |           |  |
| Bast 24’ Cha 39’, 72’ | Marcatori |  |

| Arbitro: | Jupe |

|  |           |                       |
|  | Marcatori | 20’ Schlegel 73’ Waas |

| Arbitro: | Correll |

|         |           |                |
| Cha 73’ | Marcatori | 31’ Rautiainen |

| Arbitro: | Dellwing |

|                        |           |                        |
| Okudera 12’ Völler 15’ | Marcatori | 57’ Götz 79’ Reinhardt |

| Leverkusen 11 maggio 1985, ore 15:30 CEST 30ª giornata | Bayer Leverkusen | 0 – 0 referto | Bayer Uerdingen | Ulrich-Haberland-Stadion (7 000 spett.)\| Arbitro: \| Tritschler \| |
| Arbitro:                                               | Tritschler       |               |                 |                                                                     |

| Arbitro: | Niebergall |

|                      |           |          |
| Eder 43’ Willmer 58’ | Marcatori | 38’ Götz |

| Arbitro: | Brehm |

|                                                |           |                                             |
| Schreier 22’ Schlegel 36’ Waas 64’ (rig.), 75’ | Marcatori | 25’, 39’ Littbarski 44’ Lehnhoff 50’ Lefkes |

| Arbitro: | Retzmann |

|                                                  |           |              |
| Ohlicher 19’, 43’ (rig.) Müller 28’ Allgöwer 87’ | Marcatori | 57’ Schlegel |

| Arbitro: | Heitmann |

|                          |           |               |
| Hinterberger 9’ Waas 29’ | Marcatori | 82’ Tsionanīs |

### Coppa di Germania
| Arbitro: | Osmers |

|                                                   |           |  |
| Cha 10’ Schreier 45’, 69’ Waas 60’ Winklhofer 88’ | Marcatori |  |

| Arbitro: | Ruppelt |

|  |           |                       |
|  | Marcatori | 26’, 69’ Cha 76’ Götz |

| Arbitro: | Barnick |

|  |           |                                      |
|  | Marcatori | 10’ Giske 26’, 33’ Waas 84’ Schreier |

| Arbitro: | Hontheim |

|         |           |                             |
| Cha 53’ | Marcatori | 4’, 40’ Wohlfarth 71’ Mathy |

## Statistiche

### Statistiche di squadra
| Competizione      | Punti | In casa | In casa | In casa | In casa | In casa | In casa | In trasferta | In trasferta | In trasferta | In trasferta | In trasferta | In trasferta | Totale | Totale | Totale | Totale | Totale | Totale | DR  |
| Competizione      | Punti | G       | V       | N       | P       | Gf      | Gs      | G            | V            | N            | P            | Gf           | Gs           | G      | V      | N      | P      | Gf     | Gs     | DR  |
| ----------------- | ----- | ------- | ------- | ------- | ------- | ------- | ------- | ------------ | ------------ | ------------ | ------------ | ------------ | ------------ | ------ | ------ | ------ | ------ | ------ | ------ | --- |
| Bundesliga        | 31    | 17      | 8       | 6       | 3       | 32      | 22      | 17           | 1            | 7            | 9            | 20           | 32           | 34     | 9      | 13     | 12     | 52     | 54     | -2  |
| Coppa di Germania | -     | 2       | 1       | 0       | 1       | 6       | 3       | 2            | 2            | 0            | 0            | 7            | 0            | 4      | 3      | 0      | 1      | 13     | 3      | +10 |
| Totale            | 31    | 19      | 9       | 6       | 4       | 38      | 25      | 19           | 3            | 7            | 9            | 27           | 32           | 38     | 12     | 13     | 13     | 65     | 57     | +8  |

### Andamento in campionato
| Giornata  | 1 | 2  | 3  | 4  | 5 | 6 | 7  | 8 | 9 | 10 | 11 | 12 | 13 | 14 | 15 | 16 | 17 | 18 | 19 | 20 | 21 | 22 | 23 | 24 | 25 | 26 | 27 | 28 | 29 | 30 | 31 | 32 | 33 | 34 |
| --------- | - | -- | -- | -- | - | - | -- | - | - | -- | -- | -- | -- | -- | -- | -- | -- | -- | -- | -- | -- | -- | -- | -- | -- | -- | -- | -- | -- | -- | -- | -- | -- | -- |
| Luogo     | C | T  | C  | T  | C | T | T  | C | T | C  | T  | C  | T  | C  | T  | C  | T  | T  | C  | T  | C  | T  | C  | C  | T  | C  | T  | C  | T  | C  | T  | C  | T  | C  |
| Risultato | V | P  | N  | N  | V | N | P  | V | N | P  | N  | N  | P  | V  | P  | P  | P  | P  | V  | P  | V  | N  | N  | P  | N  | V  | V  | N  | N  | N  | P  | N  | P  | V  |
| Posizione | 4 | 11 | 11 | 12 | 7 | 8 | 10 | 6 | 4 | 10 | 10 | 12 | 11 | 9  | 10 | 13 | 14 | 14 | 14 | 14 | 14 | 14 | 13 | 14 | 13 | 13 | 12 | 13 | 11 | 12 | 12 | 12 | 13 | 13 |

Legenda:

Luogo: C = Casa; T = Trasferta. Risultato: V = Vittoria; N = Pareggio; P = Sconfitta.

### Statistiche dei giocatori
| Giocatore       | Bundesliga | Bundesliga | Bundesliga  | Bundesliga | Coppa di Germania | Coppa di Germania | Coppa di Germania | Coppa di Germania | Totale   | Totale | Totale      | Totale     |
| Giocatore       | Presenze   | Reti       | Ammonizioni | Espulsioni | Presenze          | Reti              | Ammonizioni       | Espulsioni        | Presenze | Reti   | Ammonizioni | Espulsioni |
| --------------- | ---------- | ---------- | ----------- | ---------- | ----------------- | ----------------- | ----------------- | ----------------- | -------- | ------ | ----------- | ---------- |
| D. Bast         | 31         | 1          | 4           | 0          | 4                 | 0                 | 1                 | 0                 | 35       | 1      | 5           | 0          |
| B. Cha          | 29         | 10         | 0           | 0          | 3                 | 4                 | 0                 | 0                 | 32       | 14     | 0           | 0          |
| G. Drews        | 1          | 0          | 0           | 0          | 0                 | 0                 | 0                 | 0                 | 1        | 0      | 0           | 0          |
| J. Gelsdorf     | 30         | 0          | 3           | 0          | 3                 | 0                 | 1                 | 0                 | 33       | 0      | 4           | 0          |
| R. Geszlecht    | 18         | 0          | 2           | 0          | 2                 | 0                 | 0                 | 0                 | 20       | 0      | 2           | 0          |
| A. Giske        | 24         | 1          | 2           | 0          | 4                 | 1                 | 1                 | 0                 | 28       | 2      | 3           | 0          |
| F. Glaß         | 0          | 0          | 0           | 0          | 0                 | 0                 | 0                 | 0                 | 0        | 0      | 0           | 0          |
| F. Götz         | 20         | 6          | 4           | 0          | 3                 | 1                 | 0                 | 0                 | 23       | 7      | 4           | 0          |
| F. Hinterberger | 18         | 1          | 1           | 0          | 1                 | 0                 | 0                 | 0                 | 19       | 1      | 1           | 0          |
| T. Hörster      | 31         | 1          | 4           | 0          | 3                 | 0                 | 1                 | 0                 | 34       | 1      | 5           | 0          |
| S. Kohn         | 0          | 0          | 0           | 0          | 0                 | 0                 | 0                 | 0                 | 0        | 0      | 0           | 0          |
| A. Nagel        | 0          | 0          | 0           | 0          | 0                 | 0                 | 0                 | 0                 | 0        | 0      | 0           | 0          |
| W. Patzke       | 12         | 0          | 2           | 0          | 3                 | 0                 | 0                 | 0                 | 15       | 0      | 2           | 0          |
| M. Pomp         | 2          | 0          | 0           | 0          | 1                 | 0                 | 0                 | 0                 | 3        | 0      | 0           | 0          |
| A. Reinhardt    | 15         | 1          | 0           | 0          | 1                 | 0                 | 0                 | 0                 | 16       | 1      | 0           | 0          |
| J. Röber        | 32         | 9          | 7           | 0          | 4                 | 0                 | 0                 | 0                 | 36       | 9      | 7           | 0          |
| D. Schlegel     | 19         | 3          | 1           | 0          | 1                 | 0                 | 0                 | 0                 | 20       | 3      | 1           | 0          |
| C. Schreier     | 27         | 5          | 2           | 0          | 3                 | 3                 | 1                 | 0                 | 30       | 8      | 3           | 0          |
| R. Vollborn     | 34         | 0          | 0           | 0          | 4                 | 0                 | 0                 | 0                 | 38       | 0      | 0           | 0          |
| H. Waas         | 32         | 11         | 1           | 0          | 4                 | 3                 | 0                 | 0                 | 36       | 14     | 1           | 0          |
| H. Winklhofer   | 32         | 3          | 7           | 0          | 4                 | 1                 | 1                 | 0                 | 36       | 4      | 8           | 0          |
| R. Wójtowicz    | 19         | 0          | 4           | 0          | 3                 | 0                 | 0                 | 0                 | 22       | 0      | 4           | 0          |
| T. Zechel       | 7          | 0          | 0           | 0          | 0                 | 0                 | 0                 | 0                 | 7        | 0      | 0           | 0          |